# Damián Schmidt
Héctor Damián Schmidt (Santa Rosa, La Pampa, Argentina; 7 de diciembre de 1992) es un exfutbolista argentino-italiano que jugaba como defensor. Actuó profesionalmente en varios clubes de su país, así como también en clubes de México, Ecuador e Italia.

## Trayectoria
Formado en los clubes Sarmiento, Deportivo Mac Allister y Belgrano de Santa Rosa, llegó a jugar en la Liga Cultural de Fútbol y el Torneo del Interior 2011 antes de instalarse en Córdoba para estudiar kinesiología en la Universidad Nacional de Córdoba. Sin embargo asistió a una prueba abierta del club Instituto en donde captó la atención del entrenador Claudio Vivas, por lo que se sumó al equipo profesional.
En enero de 2016 fue objeto de una triangulación entre Unión La Calera y Racing Club. En el equipo de Avellaneda no tuvo espacio, por lo que en julio de 2016 partió hacia México para unirse al Puebla de la Liga MX.
En enero de 2023 anunció su retiro definitivo del deporte profesional, sosteniendo que se encontraba muy afectado por las lesiones sufridas en sus rodillas.

## Clubes
| Club                   | País      | Año         | Partidos | Goles |
| ---------------------- | --------- | ----------- | -------- | ----- |
| Belgrano               | Argentina | 2010 - 2011 | 10       | 0     |
| Instituto              | Argentina | 2011 - 2015 | 85       | 3     |
| Racing Club            | Argentina | 2016        | 4        | 0     |
| Puebla                 | México    | 2016 - 2017 | 22       | 1     |
| San Martín de San Juan | Argentina | 2017 - 2018 | 14       | 0     |
| San Martín de Tucumán  | Argentina | 2018        | 4        | 0     |
| Colón de Santa Fe      | Argentina | 2019 - 2020 | 14       | 1     |
| Macará                 | Ecuador   | 2020 - 2021 | 26       | 1     |
| Martina Calcio 1942    | Italia    | 2022        | 5        | 0     |

### Estadísticas
| Club                         |               | Liga | Liga | Copa Nacional | Copa Nacional | Copa Internacional | Copa Internacional | Total | Total |
| Club                         |               | PJ   | G    | PJ            | G             | PJ                 | G                  | PJ    | G     |
| Instituto Argentina          |               |      |      |               |               |                    |                    |       |       |
| B Nacional 2012-13           | 0             | 0    | -    | -             | -             | -                  | 0                  | 0     |       |
| B Nacional 2013-14           | 17            | 0    | 2    | 0             | -             | -                  | 19                 | 0     |       |
| 2014                         | 30            | 1    | -    | -             | -             | -                  | 30                 | 1     |       |
| 2015                         | 35            | 2    | 1    | 0             | -             | -                  | 36                 | 2     |       |
| Macará · Ecuador             |               |      |      |               |               |                    |                    |       |       |
| Serie A 2020                 | 4             | 0    | -    | -             | -             | -                  | 4                  | 0     |       |
| Serie A 2021                 | 0             | 0    | -    | -             | -             | -                  | 0                  | 0     |       |
| Martina Calcio 1942 · Italia |               |      |      |               |               |                    |                    |       |       |
| Serie D 2022                 | 0             | 0    | -    | -             | -             | -                  | 0                  | 0     |       |
| Total carrera                | Total carrera | 105  | 4    | 3             | 0             | -                  | -                  | 114   |       |

Otros Logros:
 Subcampeón de la Copa Sudamericana 2019 con Colón de Santa Fe.